# Échiquier de Russie
Pour les articles homonymes, voir Échiquier (papillon).
Melanargia russiae
Espèce
L'Échiquier de Russie ou Échiquier d'Esper (Melanargia russiae) est une espèce d'insectes lépidoptères (papillons) appartenant à la famille des Nymphalidae, à la sous-famille des Satyrinae et au genre Melanargia.

## Dénomination
Melanargia  russiae a été nommé par Eugen Johann Christoph Esper en 1783.

### Noms vernaculaires
L'Échiquier de Russie ou Échiquier d'Esper se nomme Esper's White en anglais et Medioluto montañera en espagnol.

### Sous-espèces
- Melanargia russiae russiae dans le sud de la Russie.
- Melanargia russiae caucasiaca Nordmann, 1851
- Melanargia russiae cleanthe ; Boisduval, 1833 ; en France dans les Alpes-de-Haute-Provence.
- Melanargia russiae japigia Cyrilli, 1787 ; en Italie.
- Melanargia russiae transcaspica Staudinger, 1901[1].

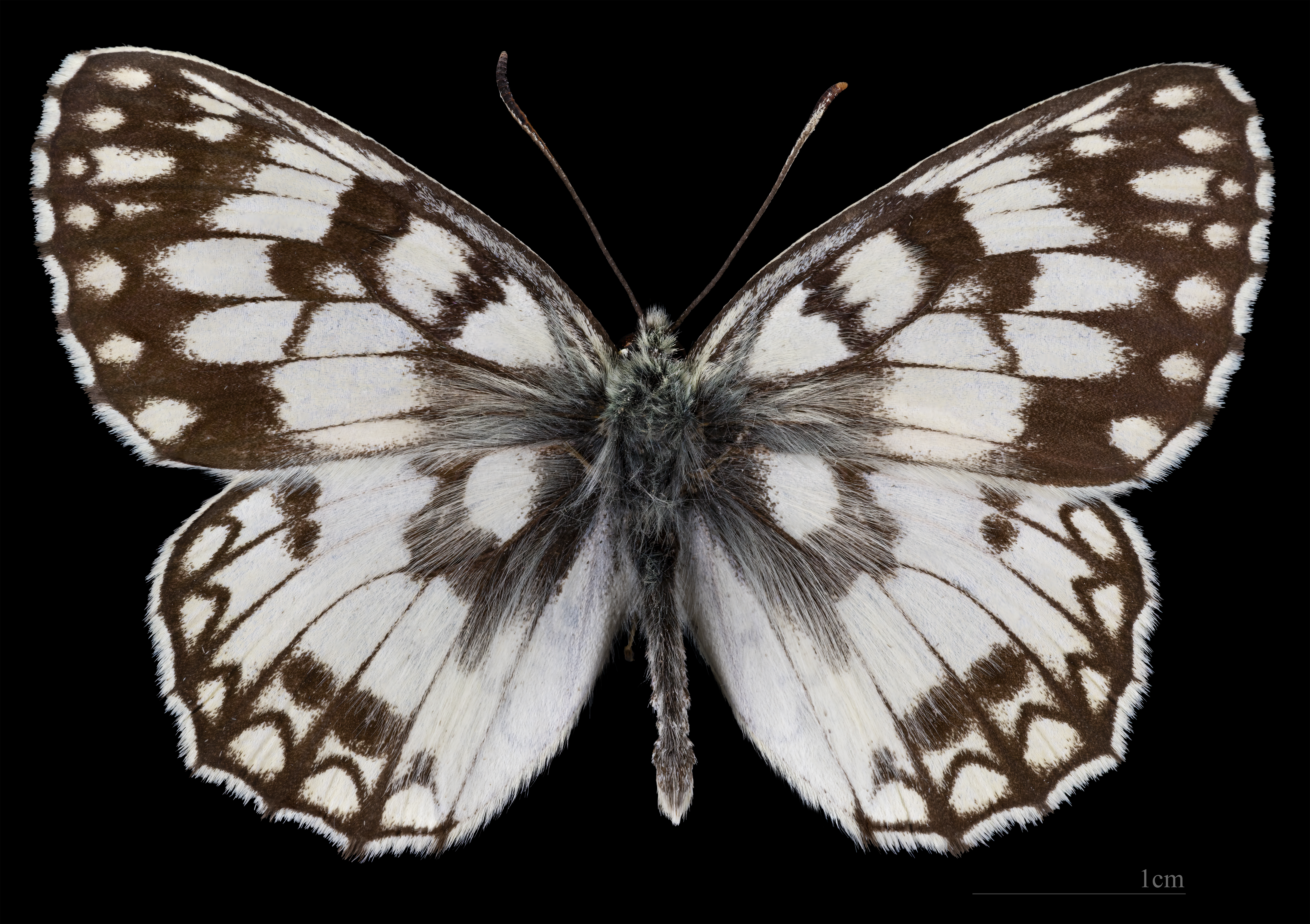
Melanargia russiae japygia ♂
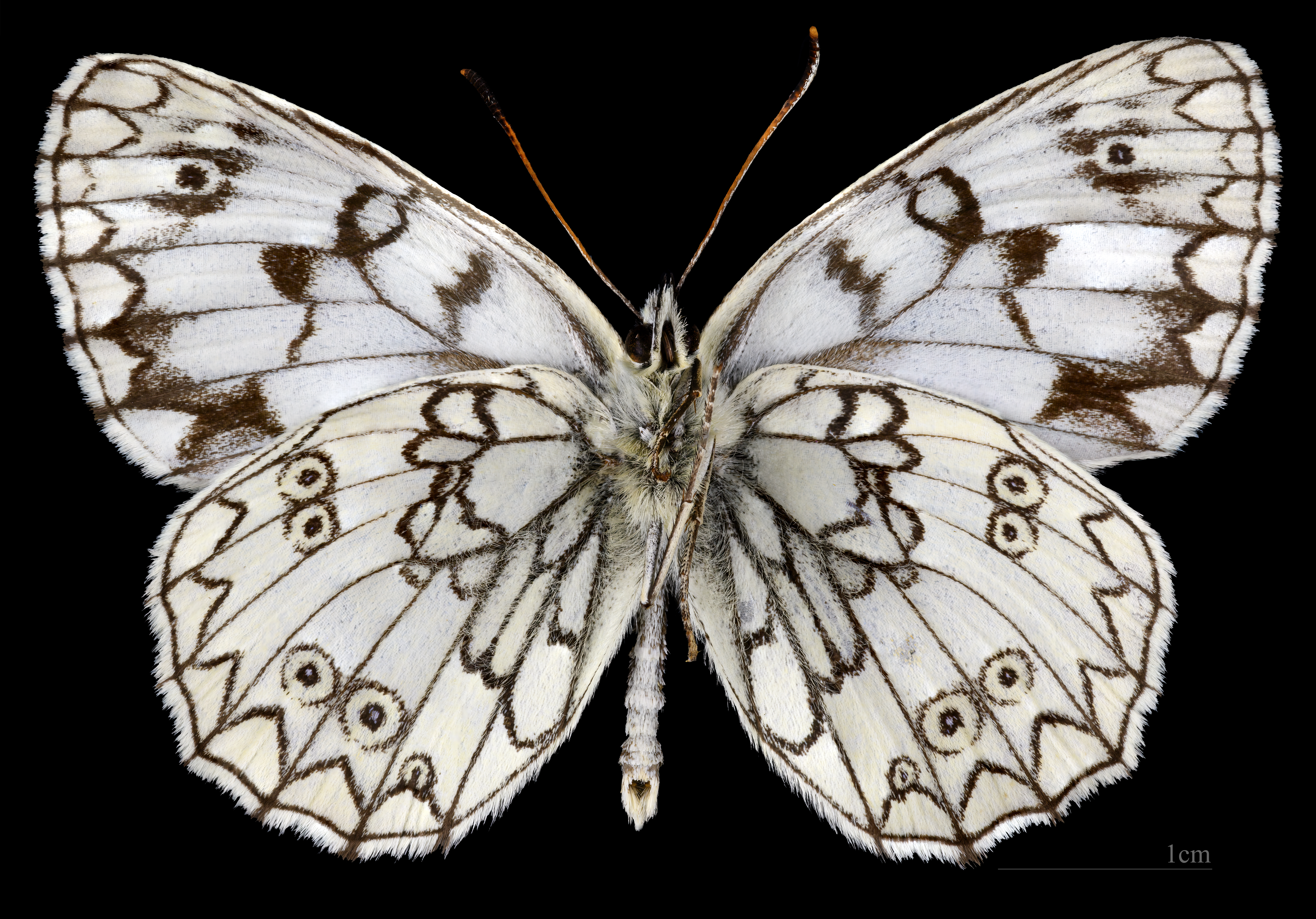
Melanargia russiae japygia ♂  △
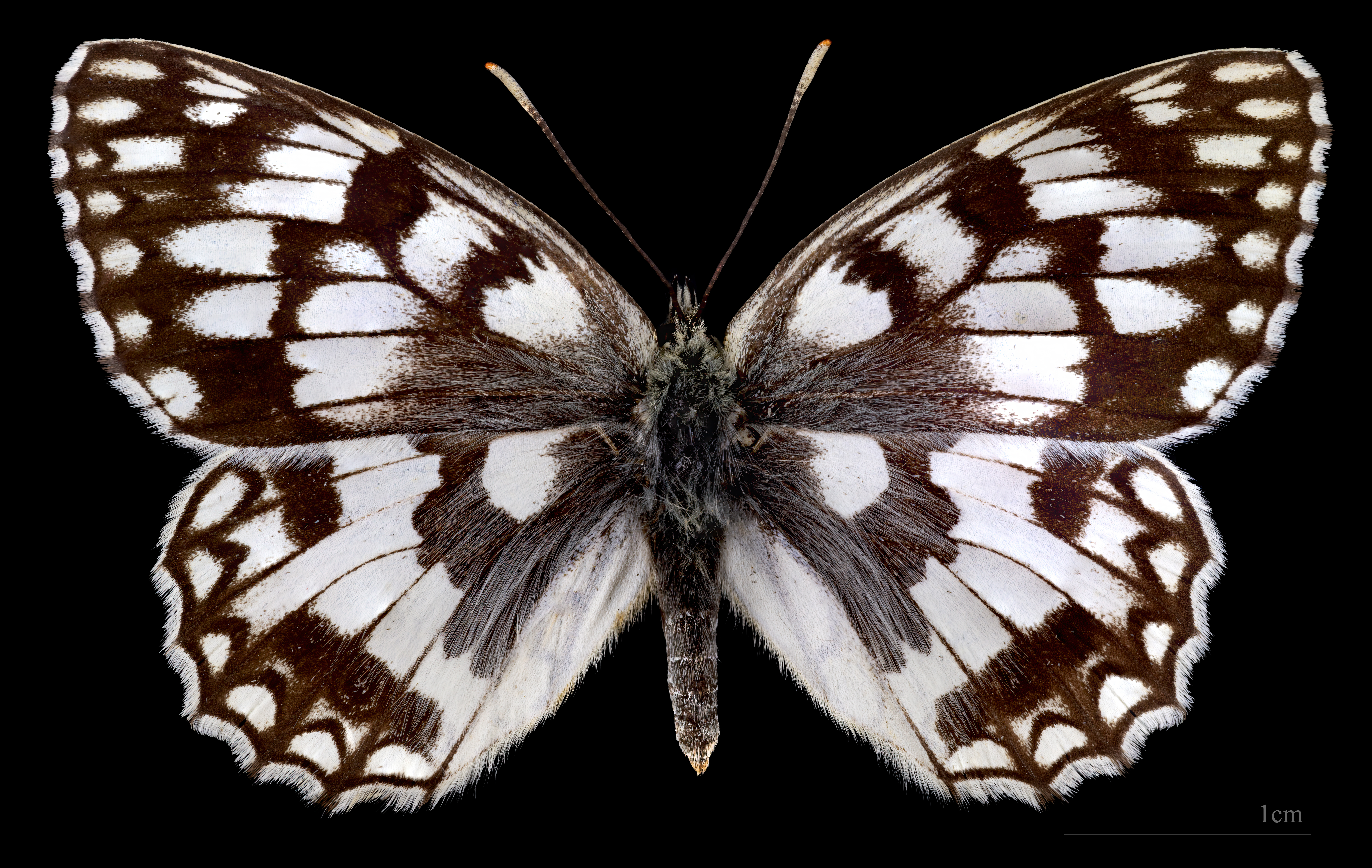
Melanargia russiae japygia ♀
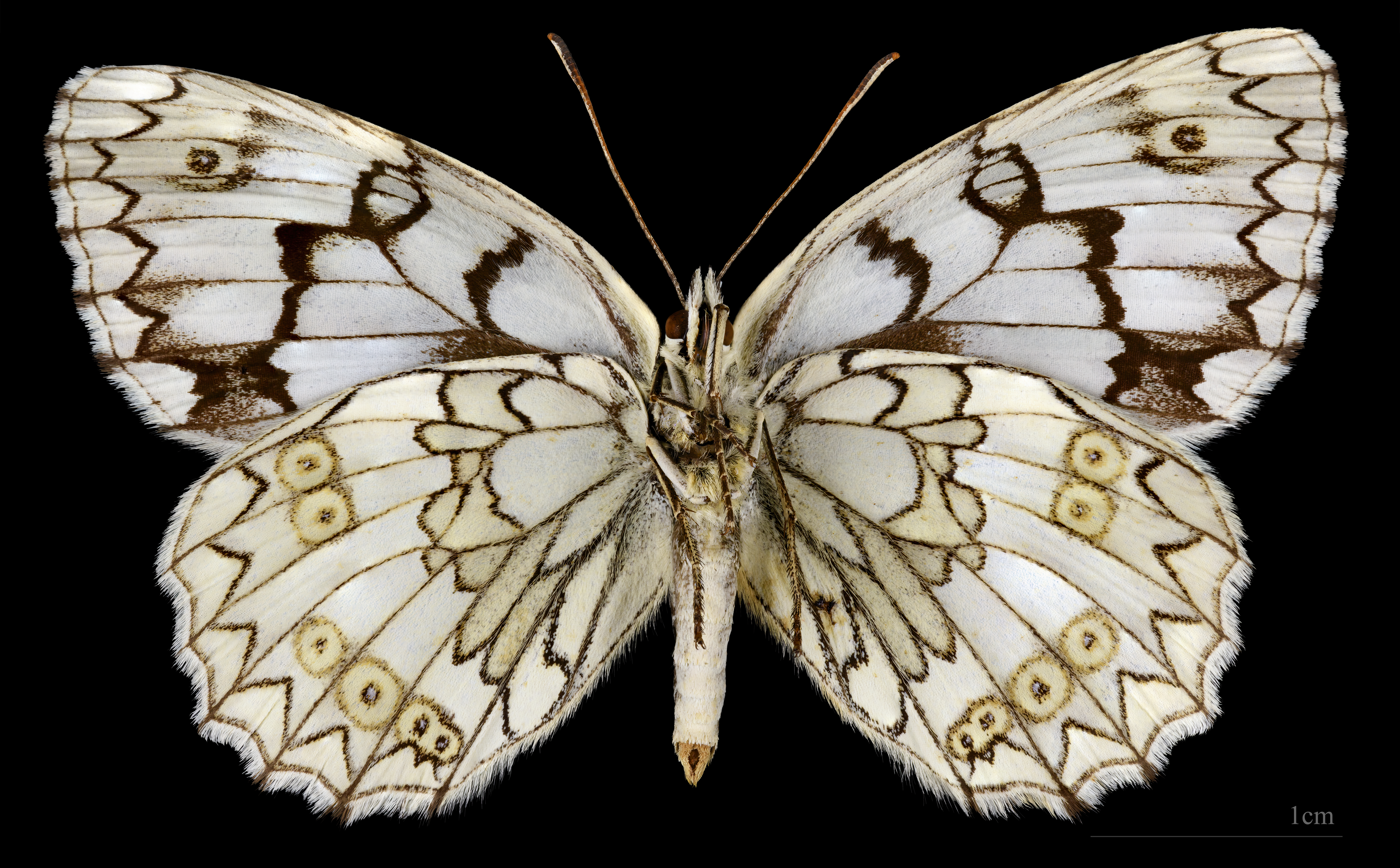
Melanargia russiae japygia ♀  △

## Description
C'est un papillon de taille moyenne qui présente un damier noir et blanc où domine le blanc.
Le revers dessine en noir les limites des damiers avec un ocelle à l'apex des antérieures et une ligne d'ocelles aux postérieures tous ocre pupillés de blanc cerclé de noir.

### Chenille
Les chenilles sont de couleur verte et leur tête soit verte soit marron.

## Biologie

### Période de vol et hivernation
Il vole de fin juin à mi-août en une seule génération.

### Plantes hôtes
La chenille se nourrit de graminées, en particulier Poa (Poa annua, Poa trivalis), Brachypodium  (Brachypodium pinnatum, Brachypodium sylvatus), Bromus, Dactylis, Phleum, Stipa (Stipa pennata), Aegilops geniculata,.

## Écologie et distribution
Il est présent sous forme de petits isolats dans le sud de l'Europe en Espagne dans le sud de la France, de l'Italie et de la Grèce puis en Asie mineure, dans le sud de la Russie, l'ouest de la Sibérie et le centre de l'Asie.
En France métropolitaine il est présent dans les départements proches de la Méditerranée, Pyrénées-Orientales,  Aveyron, Lozère, Gard, Drôme, Vaucluse, Hautes-Alpes et Alpes-de-Haute-Provence.

### Biotope
Il réside dans tous types de lieux herbus.

### Protection
Il ne bénéficie pas de statut de protection spécifique.

## Liens taxonomie
- (en) Tree of Life Web Project : Melanargia russiae
- (en) Catalogue of Life : Melanargia russiae Esper 1783
- (en) Fauna Europaea : Melanargia russiae (Esper, 1783) (consulté le 21 mars 2023)
- (en) NCBI : Melanargia russiae (taxons inclus)